# Raptor (Gardaland)
Raptor ist eine Stahlachterbahn vom Modell Wing Coaster des Herstellers Bolliger & Mabillard im Gardaland (Castelnuovo del Garda, Verona, Italien), die am 1. April 2011 eröffnet wurde. Es ist der erste Wing Coaster des Herstellers.
Die 770 Meter lange Strecke erreicht eine Höhe von 33 Meter und verfügt über eine Untergrundstation. Außerdem wurden drei Inversionen verbaut: Ein Korkenzieher, eine 17 Meter hohe Zero-g-Roll und ein 10 Meter hoher Inline-Twist.

## Züge
Raptor besitzt zwei Züge mit jeweils sieben Wagen. In jedem Wagen können vier Personen (eine Reihe) Platz nehmen.